# Юнникова, Наталия Александровна
Ната́лья Алекса́ндровна Ю́нникова (25 февраля 1980, Липецк, РСФСР, СССР — 26 сентября 2017, Москва, Россия) — российская актриса и телеведущая.

## Биография
Наталья Юнникова родилась 25 февраля 1980 года в Липецке, РСФСР.
В школьные годы занималась музыкой. С ранних лет мечтала об актёрской профессии. После окончания школы в 1997 году она вместе с мамой приехала в Москву поступать в театральное училище. Поступила сразу в три — ГИТИС, Институт имени Бориса Щукина и Высшее театральное училище имени Михаила Щепкина. Юнникова выбрала последнее. В 2001 году окончила Высший театральный институт имени М. С. Щепкина, курс Владимира Сафронова. Однако после окончания училища по профессии работать не стала — выйдя замуж, уехала вместе с супругом в Израиль. Там она освоила профессию телеведущей — работала в Тель-Авиве на телевидении, вела развлекательную программу.

## Карьера
С 2001 по 2006 годы — ведущая популярных развлекательных передач на канале «Израиль Плюс» (9 канал), сценарист программы «Алые паруса», соавтор программы «Недетские забавы». С 2003 по 2006 годы работала в сфере постпродакшн с крупными израильскими рекламными компаниями. Также снималась в рекламе. В течение двух лет являлась лицом крупной косметической сети. Также в Израиле занималась дублированием фильмов. В 2006 году вернулась в Россию. Причиной возвращения она называла начавшуюся в Израиле войну, хотя в то же время добавляла, что не может показаться там из-за огромных долгов, оставшихся в той стране перед банками. Не найдя работы, уехала в Киев, где её взяли телеведущей на украинский центральный телеканал «Интер». Вскоре ей начали предлагать роли в российских телесериалах. Сначала были две небольшие работы в лентах «Паутина-1» (Катя Туманова) и «Личная жизнь доктора Селивановой» (Людмила Дроздова).
В 2007 году актриса попала в 4-й сезон сериала «Возвращение Мухтара» на роль следователя Василисы Михайловой. Эта роль сделала её известной. В сериале она отработала вплоть до 2014 года, отыграв с 4-го по 9-й сезоны. Хотя работа в этом криминальном сериале принесла ей известность, однако она стала заложницей одного амплуа. И в конечном итоге осталась разочарованной своим участием в «Возвращении Мухтара»:

«Теперь хочу забыть о сериале. Из-за этой роли меня больше никуда не берут. Я не считаю следователя Василису Михайлову своим достижением, уверена: главной роли в своей жизни я ещё не сыграла. Очень хочу сняться в драме, я не боюсь быть на экране страшной» — отмечала она 
Наталья могла сыграть главную роль в другом популярном сериале — «Татьянин день». В своё время она удачно прошла кастинг и даже была утверждена на главную роль. Но в последний момент роль отдали Анне Снаткиной. Юнниковой же досталась малозаметная роль Полины — бывшей девушки главного героя (его играл Кирилл Сафонов). Кроме работы в «Возвращении Мухтара», Юнникова время от времени появлялась в других сериалах — «Ермоловы» (Елена Делагард), «Огни большого города» (Римма), «Райский уголок» (Лора), «И в горе, и в радости» (Настя).
В 2015 году сыграла эпизодическую роль в популярном ситкоме «Кухня».
Актриса неоднократно принимала участие в ТВ-шоу на центральных каналах.
С 2015 года перестала появляться на экране. Ей перестали предлагать роли в кино, поэтому женщине даже пришлось пойти работать продавцом. Режиссёр Владимир Златоустовский, работавший с Натальей над созданием сериала «Возвращение Мухтара», рассказывал:

«Её никуда не брали, а переквалифицироваться в гримёрши или костюмерши она не хотела. Боялась упасть в глазах коллег, ведь она долго работала над популярным проектом, а тут забвение» 
В 2017 году экс-супруг режиссёр Антон Федотов взял Юнникову в проект «Ивановы-Ивановы». Однако, из-за своей гибели, на экране Наталья так и не появилась. Федотов рассказывал:

«Я взял её работать в сериал „Ивановы-Ивановы“. Наташа перевоплотилась в бывшую жену главного героя. Хорошая роль, крупная, и играя перед камерой, она снова была счастлива. Буквально светилась. Эту самоотдачу видели продюсеры, они были довольны работой Наташи. Теперь придётся полностью переснимать все сцены с её участием. Дело в том, что героиня важна для сюжета, она появится во втором сезоне, а значит, даже в память о бывшей жене я не могу оставить эту роль за ней» 
.

## Фильмография
- 2015 — «Кухня», гипнотизёр (5 сезон, 10 серия);
- 2014 — «И в горе, и в радости», Настя;
- 2014 — «Возвращение Мухтара-9», Василиса Михайлова — главная роль (26 серия — «Несостоявшаяся встреча»);
- 2013 — «Райский уголок», Лора;
- 2012—2013 — «Возвращение Мухтара-8», Василиса Михайлова — главная роль;
- 2011—2012 — «Возвращение Мухтара-7», Василиса Михайлова — главная роль;
- 2010, 2012 — «Академия собственных Ашибок», Василиса — главная роль;
- 2010 — «Возвращение Мухтара-6», Василиса Михайлова — главная роль;
- 2010 — «Безмолвная страсть», Ника Андреева (16 серия — «Опер»);
- 2009—2010 — «Возвращение Мухтара-5», Василиса Михайлова — главная роль;
- 2009 — «Огни большого города», Римма, официантка в клубе;
- 2008 — «Паутина-2», Катя, жена Виктора Сафонова, бывшая жена Туманова;
- 2008 — «Ермоловы», Елена Делагард;
- 2007—2008 — «Татьянин день», Полина — бывшая девушка Сергея;
- 2007—2008 — «Возвращение Мухтара-4», Василиса Михайлова — главная роль;
- 2007 — «Паутина-1», Катя Туманова;
- 2007 — «Личная жизнь доктора Селивановой», Людмила Дроздова, пациентка («Домострой»);
- 2007 — «Диверсант. Конец войны», эпизод;

## Личная жизнь
Муж (2001-2008) - Федотов Антон Петрович (р.1980), режиссер
Сын - Ролан Федотов-Юнников (р.2005) 

## Болезнь и смерть
В октябре 2016 года актриса была отправлена в клинику из-за резкого недомогания. Ей стало плохо, вызвали скорую, и она была срочно доставлена в хирургическое отделение одной из больниц Москвы. Через несколько дней коллега Натальи Алексей Моисеев прокомментировал происходящее:

Несмотря на то, что Наташа сейчас появляется на экранах значительно меньше, чем раньше, она много работает, поскольку растит сына одна. Случались какие-то короткие недомогания, но все это списывалось на переутомление, у кого из нас его не бывает, и кто из нас бежит при малейшей усталости к врачу? Да и не говорила Наташа особо об этом, не хотелось волновать близких. 7 октября 2016 года ей стало настолько плохо из-за проблем с сосудами, что вызвали скорую и срочно доставили в хирургическое отделении одной из больниц Москвы.

22 сентября 2017 года стало известно, что актриса экстренно госпитализирована и помещена в кому. По одним данным, инцидент с Натальей произошёл во время застолья — якобы она сильно ударилась головой, из-за чего потеряла сознание. После произошедшего медики поместили знаменитость в отделение реанимации. У артистки произошло обширное кровоизлияние в мозг, от чего врачам пришлось ввести её в искусственную кому. В то же время бывший муж Натальи режиссёр Антон Федотов выражал мнение, что у Юнниковой случился инсульт.
26 сентября 2017 года, не приходя в сознание, Наталья Юнникова скончалась в возрасте 37 лет в одной из московских больниц. 30 сентября актрису похоронили на Перепечинском кладбище (уч. 120).